# Auvillar
Auvillar is een gemeente in het Franse departement Tarn-et-Garonne (regio Occitanie) en telt 994 inwoners (2004). De plaats maakt deel uit van het arrondissement Castelsarrasin. Auvillar is lid van Les Plus Beaux Villages de France.

## Geografie
De oppervlakte van Auvillar bedraagt 15,6 km², de bevolkingsdichtheid is 63,7 inwoners per km².
De onderstaande kaart toont de ligging van Auvillar met de belangrijkste infrastructuur en aangrenzende gemeenten.

## Demografie
Onderstaande figuur toont het verloop van het inwonertal (bron: INSEE-tellingen).